# Mystrium camillae
Mystrium camillae es una especie de hormiga del género Mystrium, familia Formicidae. Fue descrita científicamente por Emery en 1889.
Se distribuye por Borneo, Brunéi, China, India, Indonesia, Malasia, Birmania, Filipinas, Singapur, Vietnam, Australia y Papúa Nueva Guinea. Se ha encontrado a elevaciones de hasta 1100 metros. Vive en microhábitats como rocas, piedras, madera podrida y la hojarasca.